# Mometasonfuroat
Mometasonfuroat er et syntetisk glukokortikoid (binyrebarkhormon) der anvendes som topikalt lægemiddel for at hæmme inflammation i huden eller luftvejene. Stoffet findes som næsespray (handelsnavne: Nasonex og Nasomet) til behandling af høfeber og næsepolypper, inhalationspulver (handelsnavn: Asmanex® Twisthaler®) til behandling af astma, samt som creme, salve og kutanopløsning (handelsnavne: Elocom og Elocon) til behandling af inflammatoriske hudsygdomme som psoriasis eller eksem.